# Lokala Langlandsförmodandena
Inom matematiken är lokala Langlandsförmodandena, introducerade av Langlands (1967, 1970), en del av Langlands program. De beskriver en korrespondens mellan komplexa representationer av en reduktiv algebraisk grupp G över en lokal kropp F och representationer av Langlandsgruppen av F till L-gruppen av G. Denna korrespondens är i allmänhet inte bijektiv. Förmodandena kan ses som en generalisering av lokal klasskroppsteori från abelska Galoisgrupper till icke-abelska Galoisgrupper.